# Gevlekte kwelderpriemkever
De gevlekte kwelderpriemkever (Bembidion varium) is een keversoort uit de familie van de loopkevers (Carabidae). De wetenschappelijke naam van de soort werd in 1795 gepubliceerd door Guillaume-Antoine Olivier.